# Ciutat tribal Coweta
La ciutat tribal Coweta és una de les quatre ciutats mare de la confederació creek juntament amb Kasihta, Abihka, i Tukabatchee.
Coweta estava en una àrea de l'actual estat de Geòrgia. Era una ciutat central del comerç dels Baixos Creek. Els membres del poble tribal també eren coneguts com a Caouitas o Caoüita.[p.391]
El nom cherokee per a tots els Baixos Creeks és Anikhawitha.[p.391]

## Membres notables
- William McIntosh (1775–1825)
- Mary Musgrove (ca. 1700–1767)
- Emperor Brim (m. 1733)
- Malatchi (1720-1756)